# 吉原正喜
吉原 正喜（よしはら まさき/まさよし、1919年1月2日 - 1944年10月10日）は、熊本県熊本市出身のプロ野球選手（捕手）。
熊本工時代は主将兼捕手としてエース・川上哲治とバッテリーを組んで、夏の甲子園や秋の神宮大会で好成績を残す。1938年に川上とともに巨人軍に入団するとすぐに正捕手に抜擢され、若年ながら先輩の大投手である沢村栄治・スタルヒンの女房役を能く務めた。巨人軍の第一期黄金時代の正捕手として、走攻守のいずれにも優れ、特に闘志あふれるプレーでチームを牽引し、ファンからの人気も集めた。1941年限りで応召を受けて退団し、1944年にビルマで戦死。1978年に野球殿堂入り。

## 来歴
本荘尋常高等小学校時代は、4番・捕手を務める。熊本工に入学すると、川上哲治と同級生となる。2年生で正捕手となって、1934年夏の甲子園に出場し、決勝戦で藤村富美男を擁する呉港中に敗れて準優勝。主将として出場した1937年夏の甲子園では川上とバッテリーを組むが、決勝戦で野口二郎を擁する中京商に惜しくも敗れ、2度目の準優勝となった。
また、同年に行われた第9回明治神宮中等野球大会では、痔を患い、しかも悪化して医師から試合に出場できる状態ではないといわれたが、吉原は激痛をこらえて全試合に出場し、大活躍の末に中京商に雪辱し優勝した。バッテリーを組んだ川上によると、試合後の吉原のユニフォームのズボンは、血で真っ赤に染まっていたという。
熊本工でバッテリーを組んだ川上と共に1938年に東京巨人軍に入団。中山武・内堀保が次々と応召して正捕手不在であった巨人の本命は吉原で、鈴木惣太郎が勧誘のために熊本まで行くほどであったが、吉原が「川上と一緒でなければ入団しない」と言ったことから、川上と揃って入団することとなったという。その後、南海が熊本工の先輩捕手であった中村民雄を介して、吉原を入団させようと画策していたところを、鈴木は南海監督の高須一雄に対して吉原から手を引くように申し入れた。当時は南海も日本職業野球連盟への新規加盟を希望していたことから巨人の意向を無視できず、やむなく承諾したという。
同期入団には川上のほか、松山商の千葉茂・高知商の岩本章・滝川中の三田政夫らがおり、後に花の13年組と呼ばれたが、吉原が最初にレギュラーを掴み、1938年春季リーグで35試合中34試合に捕手として出場した。打順は八番ながら打率.265を挙げ打撃成績18位に入る。以降、1941年限りで退団するまで正捕手を務め、全年度で規定打数に到達。
強肩に加え、何より闘志あるプレーでヴィクトル・スタルヒン、沢村栄治、中尾輝三ら巨人投手陣を牽引。また俊足で、1940年には30盗塁（リーグ3位）を記録。なお、捕手で30盗塁以上を記録しているのは吉原と荒川昇治の二人だけである。打撃でも1941年には六番を打って打率.250（リーグ6位）、4本塁打（同3位）の好成績をあげるなど、1938年秋季より1941年までの巨人の4連覇に大きく貢献した。1940年には83四球で当時の最多記録を樹立。応召のため、1941年限りで退団。
第二次大戦でビルマを転戦した際、吉原の前の正捕手であった内堀保と面会を果たし、戦後の巨人再建を誓い合う。また、ビルマでは戦後巨人のエースとなった川崎徳次とも面会し、痔に苦しんでいた川崎に薬を調達したという。1944年10月10日にインパール作戦終結後のビルマ（拉孟・騰越の戦い）で戦死したが、遺骨は発見されていない。遺族には弟・姉妹がいた。墓所は熊本市西区にある本妙寺内にある。
1978年に野球殿堂入り。東京ドーム敷地内にある鎮魂の碑にも、その名前が刻まれている。また、2008年夏には、母校の熊本工野球部グラウンドのバックネット裏に、川上とともに吉原のモニュメント及び塑像が作られた。

## プレースタイル
吉原は走攻守3拍子揃った主力選手だった。
当時の捕手としては俊足で、俊敏な動作や試合への集中力、随所に見せる闘志溢れるプレーはまさにチームの要だったと言われる。現代でいえば古田敦也（元東京ヤクルトスワローズ）のようなきびきびとした動作でチームをまとめ、捕手として出場した際には常日頃から元気よく「さあ、来い!」「よし!」と投手に声をかけ、試合に負けてもそれは変わらなかった。当時のファンからも「吉原を見ていると世の中が明るくなりますよ」との声もあったという。野手陣に対しても先輩後輩関係なく、臆することなく守備位置を指示し、既に大投手だったスタルヒンには自らマウンドへ歩み寄って気合いを入れるなど、元来リーダーシップに優れていた。
打球の落下点を素早く見極める勘と、俊足を活かした天下一とも言われるファウルフライの好捕でも有名である。監督の藤本定義からは「吉原がファウルボールを追って落としたのを見たことがない」と評された。怪我にも滅法強く、先述の高校時代の痔で苦しんだ中でも試合に出続けたエピソードをはじめ、キャッチャーフライを追いかけ、後楽園球場のベンチで頭部を強打しひどく出血するも捕球、何事も無かったかのように試合に戻り、血染めの頭髪と頭皮がベンチにこびりついていた、という逸話が残されている。
強肩強打とされた割に打撃成績は平凡だったが、記録以上にバッティングに迫力があり、チャンスに強かった。

## 選手としての評価
走攻守揃った吉原のプレーは、他球団の選手からの評価も極めて高かった。巨人入団同期の千葉茂は「巨人に吉原以上の捕手は後にも先にもいない」とまで言わしめるほど高く評価し、「フォークボールの神様」として知られる杉下茂も生前に「文字通り巨人軍最強の捕手は吉原で、三拍子も四拍子も揃った選手だった。とてもじゃないが森昌彦は遠く及ばない。今の阿部でも及ばない」と語っている。
捕手で俊足という点で戦前でありながら「近代的捕手」の理想像という評価もなされている。それまで鈍重であった捕手のイメージを変えたことから、千葉は「小股の切れ上がった捕手」とも評した。
選手時代から捕手としてチームを引っ張るのが非常に上手かったことから、千葉ら当時の関係者は「生きて還っていれば、巨人の監督は川上よりも先に吉原になっていた」と語っていた。
川上は当時の吉原を評して、「足が速く、とにかく元気があるということで評判がよく、戦後のタイガースの土井垣みたいに気が強く、声が大きく、動きが良かった。打者と競争して一塁のバックアップに入ったり、足の速さで普通ならとれないフライも捕った。」としている。その土井垣は、「自分がお手本にしたのは吉原さんです。すべて吉原さんの技術から学びました。」と述べている。

## 人物
明朗で裏表のない性格で、苦しいことや悲しいことがあっても、決して外に出すことはなかった。といって、一人でくよくよ悩んだりせず、積極的な行動で解決していった。また、怒られても湿っぽくなったりすることはなく、次の瞬間には何事もなかったように明るく振る舞うことができたことと、レギュラー陣の中では若かったことから、監督であった藤本定義の怒られ役を務めていた。
無骨な顔に見られるが、性格は社交的であり、誰に対しても人懐っこかった。巨人の若手合宿所の前に住んでいた女優の高峰三枝子とは、いつのまにか家に出入りするほど親しくなっていたという。
吉原と揃って入団した川上が、入団当初にスタルヒンの快速球を前にして自信喪失に陥り、前途に悲観的だったのを、吉原は励まし力づけ続けた。ある時川上が荷物をまとめて故郷に帰ろうとしたところを、吉原が思いとどまらせたこともあった。川上はのちに一塁手に転向して「打撃の神様」と呼ばれるほどの大打者となったが、「今の自分があるのは吉原のお蔭」と、熊本に帰郷する際（川上は熊本県人吉市出身）には、吉原の墓を必ず訪れていたという。
真面目一徹の川上と違い豪気な遊び人であった。給料をほとんど遊びに費やし、白石に背広を二着借りて質屋に持ち込むなど、借金をしてまで遊びに行っていた一方、酒はあまり強くなかったという。
下宿に近い新井薬師の町でよく遊んでいたが、1942年に大牟田の連隊に入営する前夜に商店街の店の全てのツケの支払を済ませて出征した。餞別などで300円あった手持ちの現金は、一番大口のある割烹への180円の支払を始めとしてほとんどなくなってしまった。この店の女将の孫によると「ツケのほとんどは、連れて来た若い人たちの飲み代と遊び代だった。祖母は支払はいつでもいいと言っていたが、死ぬとわかっていたのか、精算してから戦争に行かれた」という。

## エピソード
- 巨人入団当時、スタルヒンの投げる豪速球をなかなか捕球できず、身体を張って捕りにいったため、身体には球の縫い目の跡が残り、痣になっていた。速球を捕るために、キャッチャーミットに入っていた重いスポンジを抜き取って軽くし、代わりに芸者が使っている軽いスポンジを入れるなど、ミットを工夫した[21]。
- 1940年代に戦局悪化に伴い野球が敵性スポーツとして白眼視され、野球界は球団名や野球用語を日本語化して生き延びようしていく中、1941年の開幕前の激励会で吉原は「昨年までキャッチャーをやっていた吉原ですが、今年から捕手に転向します」と宣言した[22]。
- テレビアニメ『巨人の星』では、吉原と星一徹のエピソードが描かれた回がある[23]。
- 吉原が現役時代に付けていた背番号「27」は、戦後の巨人軍では楠協郎・森昌彦と後輩捕手に引き継がれ、他球団では大矢明彦、伊東勤、古田敦也、谷繁元信が着用するなど、名捕手の定番の背番号になっている。

## 詳細情報

### 年度別打撃成績
| 年 度     | 球 団     | 試 合 | 打 席 | 打 数 | 得 点 | 安 打 | 二 塁 打 | 三 塁 打 | 本 塁 打 | 塁 打 | 打 点 | 盗 塁 | 盗 塁 死 | 犠 打 | 犠 飛 | 四 球 | 敬 遠 | 死 球 | 三 振 | 併 殺 打 | 打 率 | 出 塁 率 | 長 打 率 | O P S |
| --------- | --------- | ----- | ----- | ----- | ----- | ----- | -------- | -------- | -------- | ----- | ----- | ----- | -------- | ----- | ----- | ----- | ----- | ----- | ----- | -------- | ----- | -------- | -------- | ----- |
| 1938春    | 巨人      | 34    | 125   | 102   | 18    | 27    | 1        | 1        | 3        | 39    | 14    | 4     | --       | 2     | --    | 21    | --    | 0     | 12    | --       | .265  | .390     | .382     | .773  |
| 1938秋    | 巨人      | 40    | 149   | 129   | 18    | 25    | 1        | 0        | 0        | 26    | 11    | 5     | --       | 1     | --    | 19    | --    | 0     | 18    | --       | .194  | .297     | .202     | .499  |
| 1939      | 巨人      | 89    | 345   | 294   | 38    | 71    | 14       | 1        | 1        | 90    | 25    | 7     | --       | 7     | 1     | 41    | --    | 2     | 34    | --       | .241  | .338     | .306     | .644  |
| 1940      | 巨人      | 104   | 422   | 330   | 50    | 76    | 8        | 2        | 1        | 91    | 27    | 30    | --       | 5     | 0     | 83    | --    | 4     | 39    | --       | .230  | .391     | .276     | .667  |
| 1941      | 巨人      | 72    | 297   | 248   | 34    | 62    | 8        | 0        | 4        | 82    | 26    | 13    | --       | 1     | --    | 45    | --    | 2     | 23    | --       | .250  | .369     | .331     | .700  |
| 通算：4年 | 通算：4年 | 339   | 1338  | 1103  | 158   | 261   | 32       | 4        | 9        | 328   | 103   | 59    | --       | 16    | 1     | 209   | --    | 8     | 126   | --       | .237  | .362     | .297     | .659  |

- 各年度の太字はリーグ最高

### 表彰
- 野球殿堂特別表彰（1978年）

### 記録
- 東西対抗戦出場：4回 （1938年 - 1941年）

### 背番号
- 27 （1938年 - 1941年）